# اژار، افغانستان
اژار، افغانستان (به لاتین: Ajar, Afghanistan) یک منطقهٔ مسکونی در افغانستان است که در ولایت بامیان واقع شده‌است.